# Parinari leontopitheci
Parinari leontopitheci là một loài thực vật có hoa trong họ Cám. Loài này được Prance mô tả khoa học đầu tiên năm 1995.

## Hình ảnh

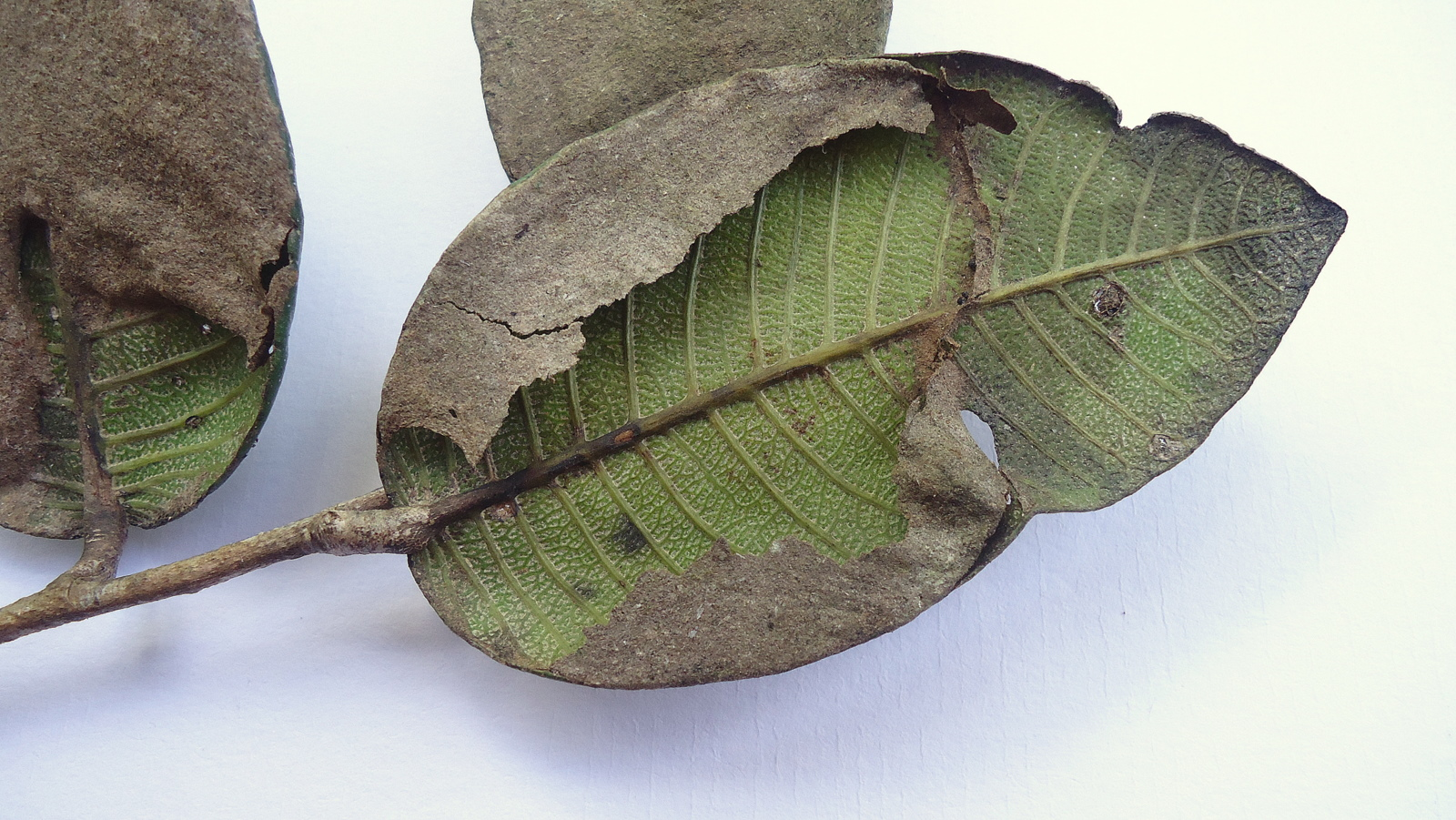
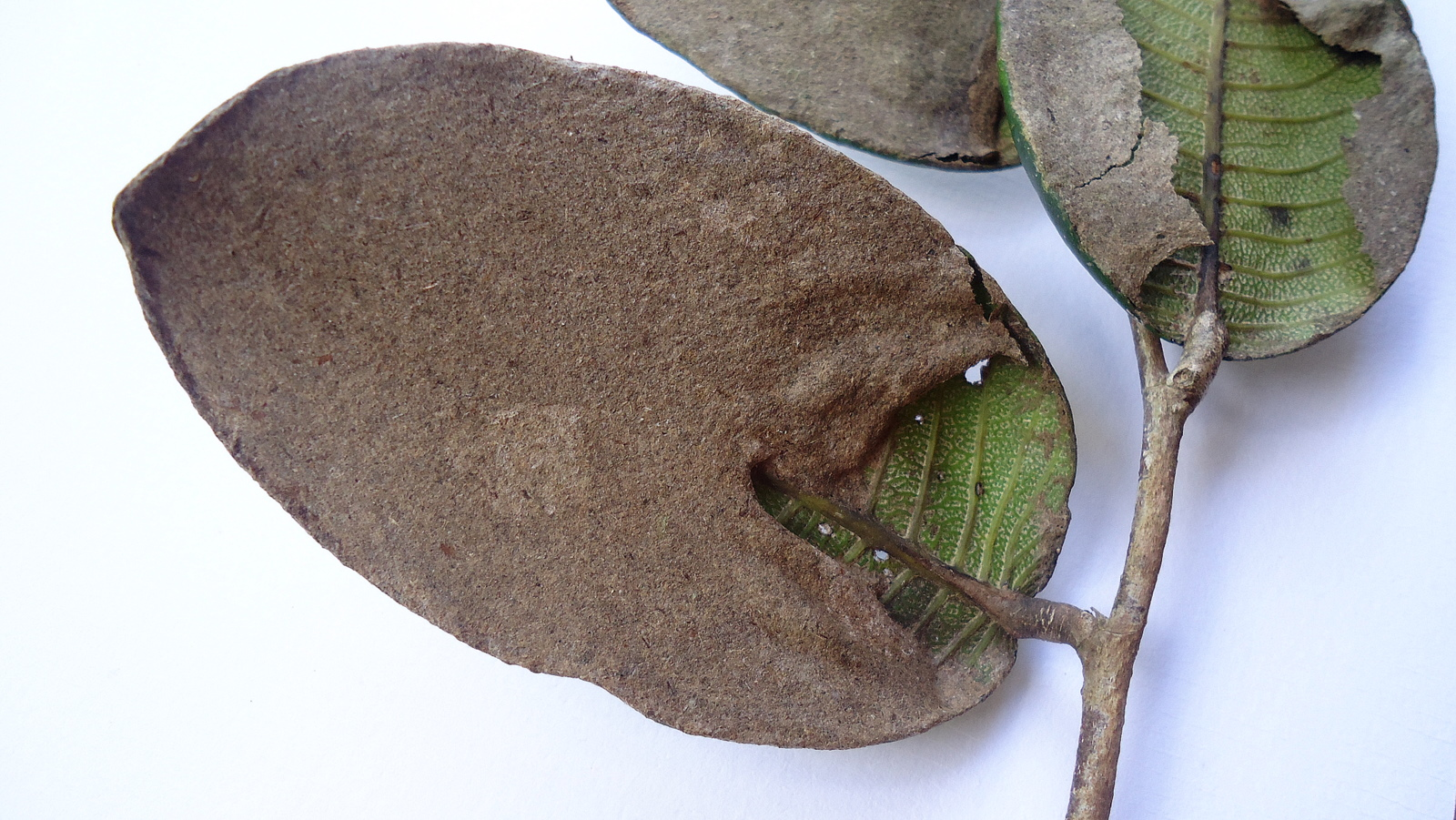
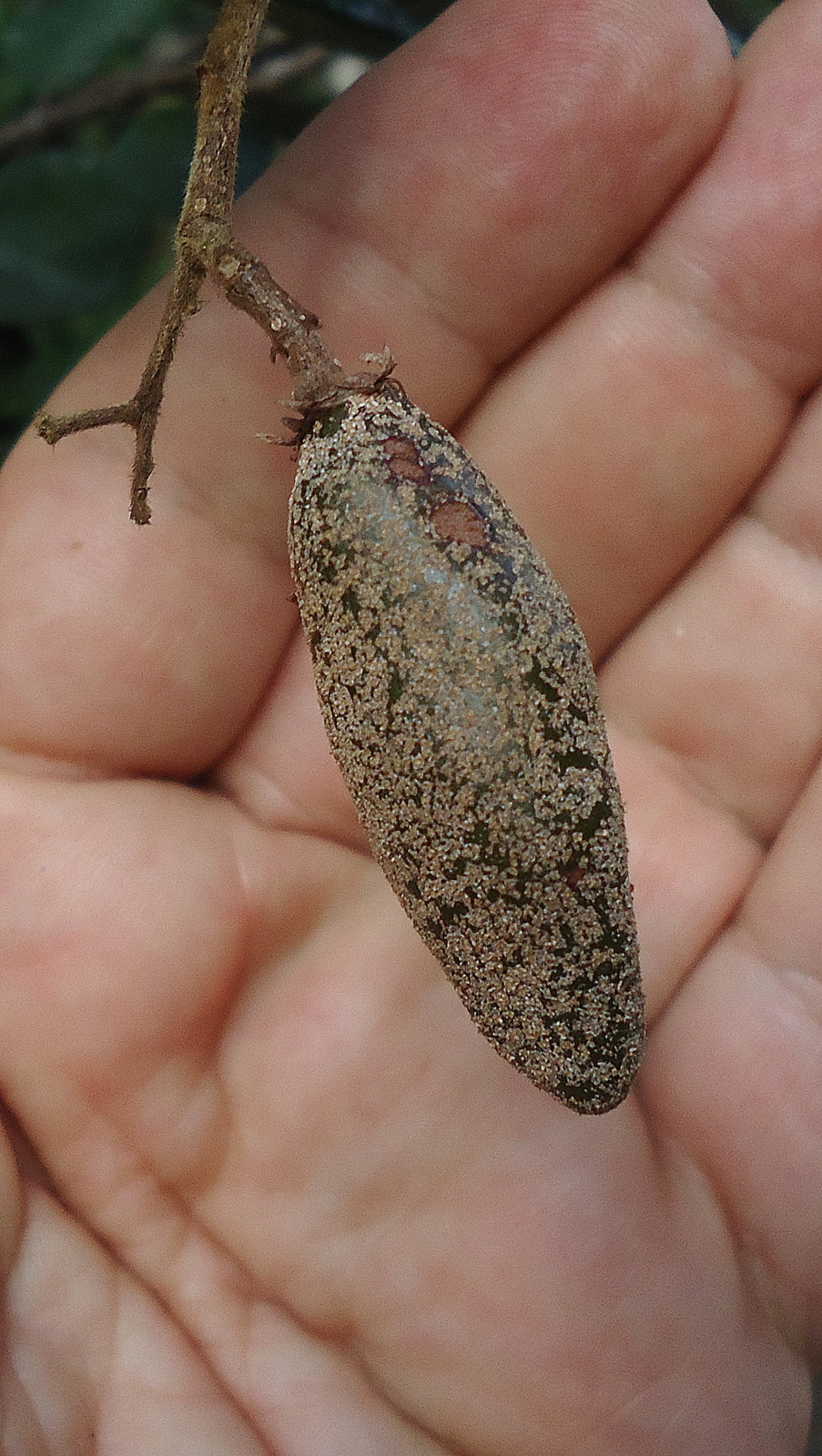
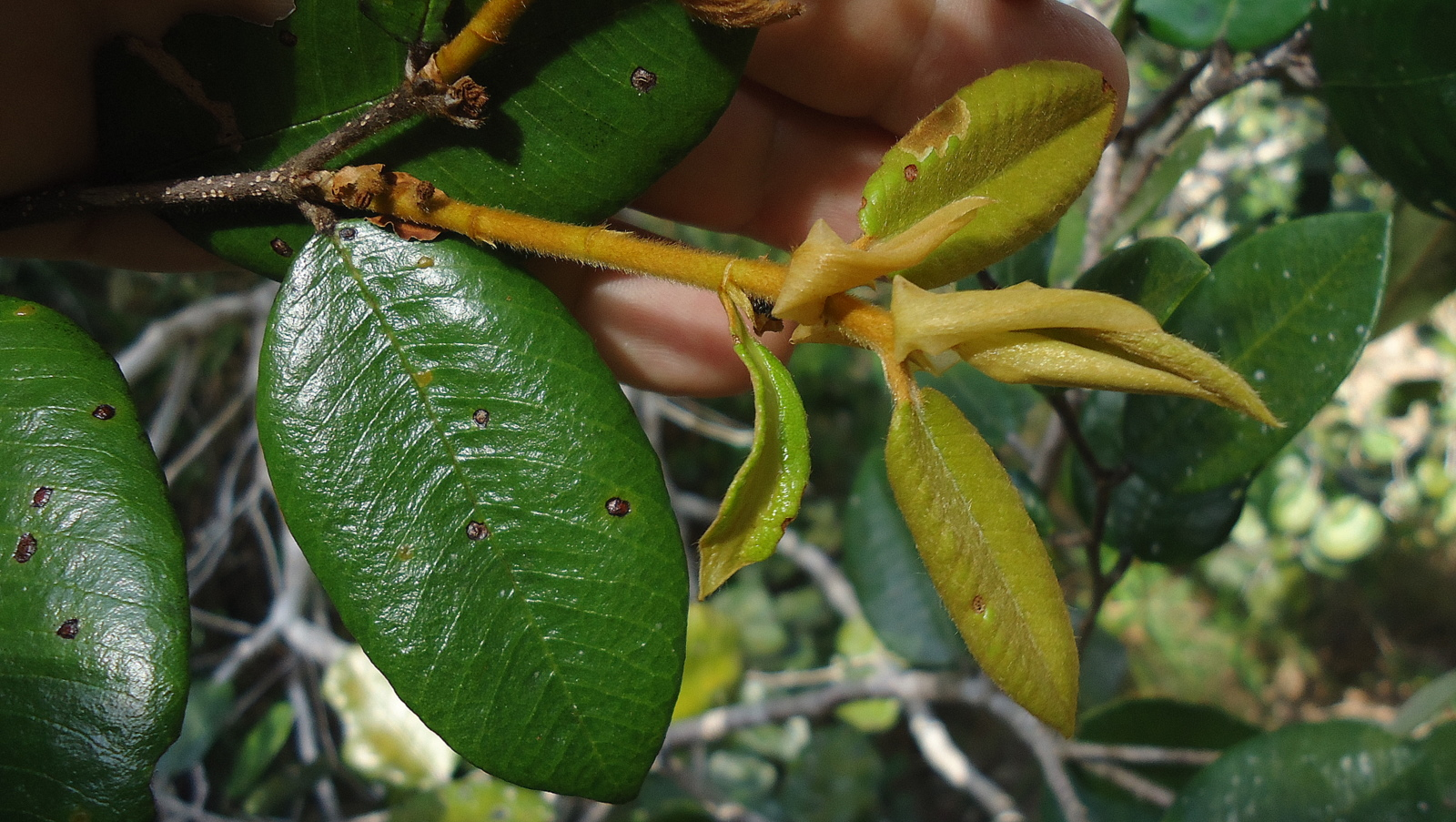